# Nautschütz
Nautschütz mit seinen Ortsteilen Böhlitz, Pratschütz und Zschorgula ist ein Ortsteil der Stadt Schkölen im Saale-Holzland-Kreis in Thüringen.

## Geografie

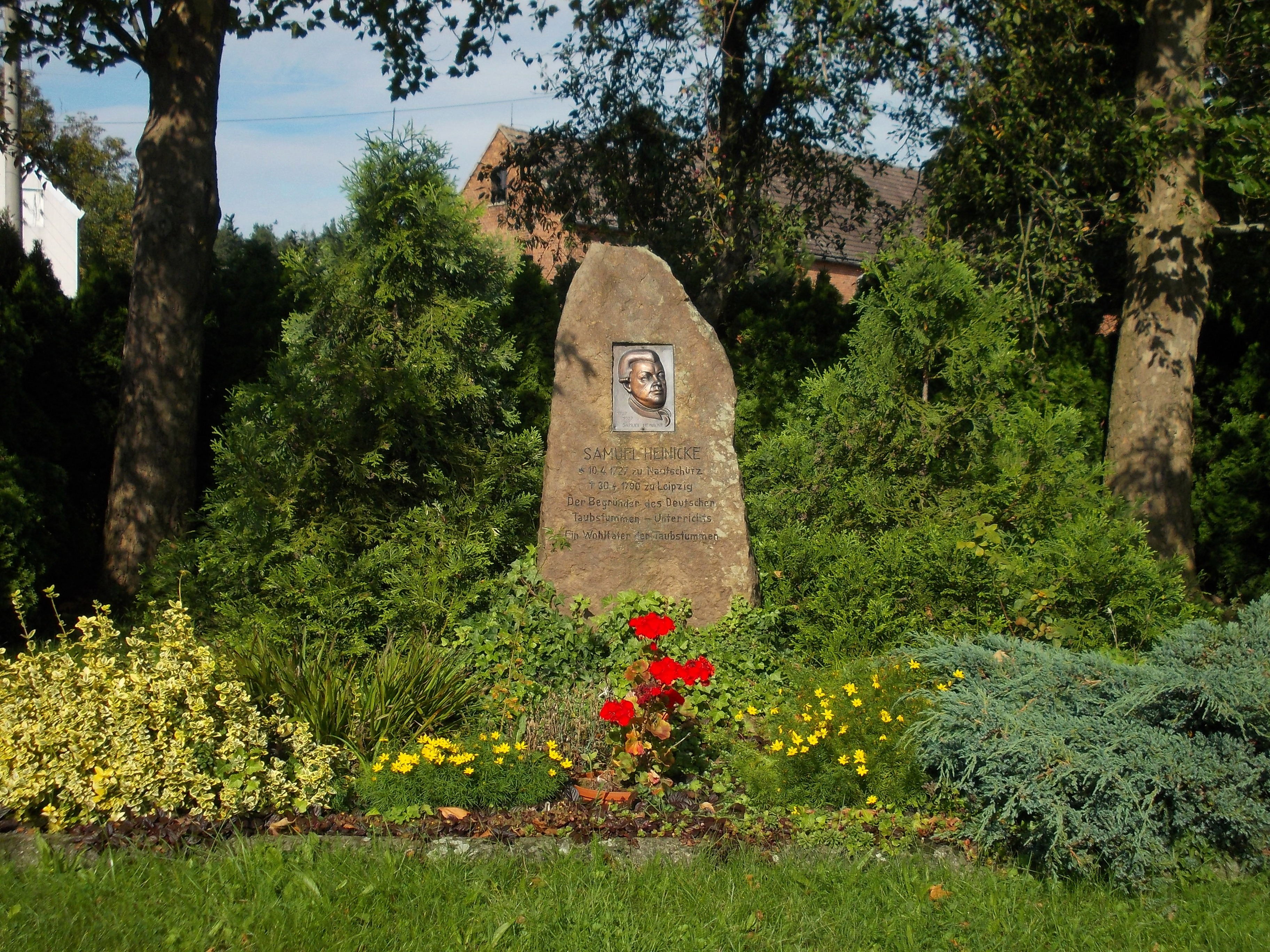
Denkmal für Samuel Heinicke

Nautschütz liegt östlich von Schkölen direkt an der Grenze zu Sachsen-Anhalt. Das nächste Dorf Goldschau liegt in Sachsen-Anhalt. Die L1372 von Schkölen nach Osterfeld und zur Anschlussstelle der Bundesautobahn 9 verbindet das Dorf verkehrsmäßig. Das etwas kupierte Gelände vom Rand des Ackerbaugebietes um Schkölen ist in den Tälern der Bäche und an kleinen Anhöhen mit Gebüsch oder Bäumen bewachsen. Einige Sand- und Kiesgruben unterbrechen die Landschaft.

## Geschichte

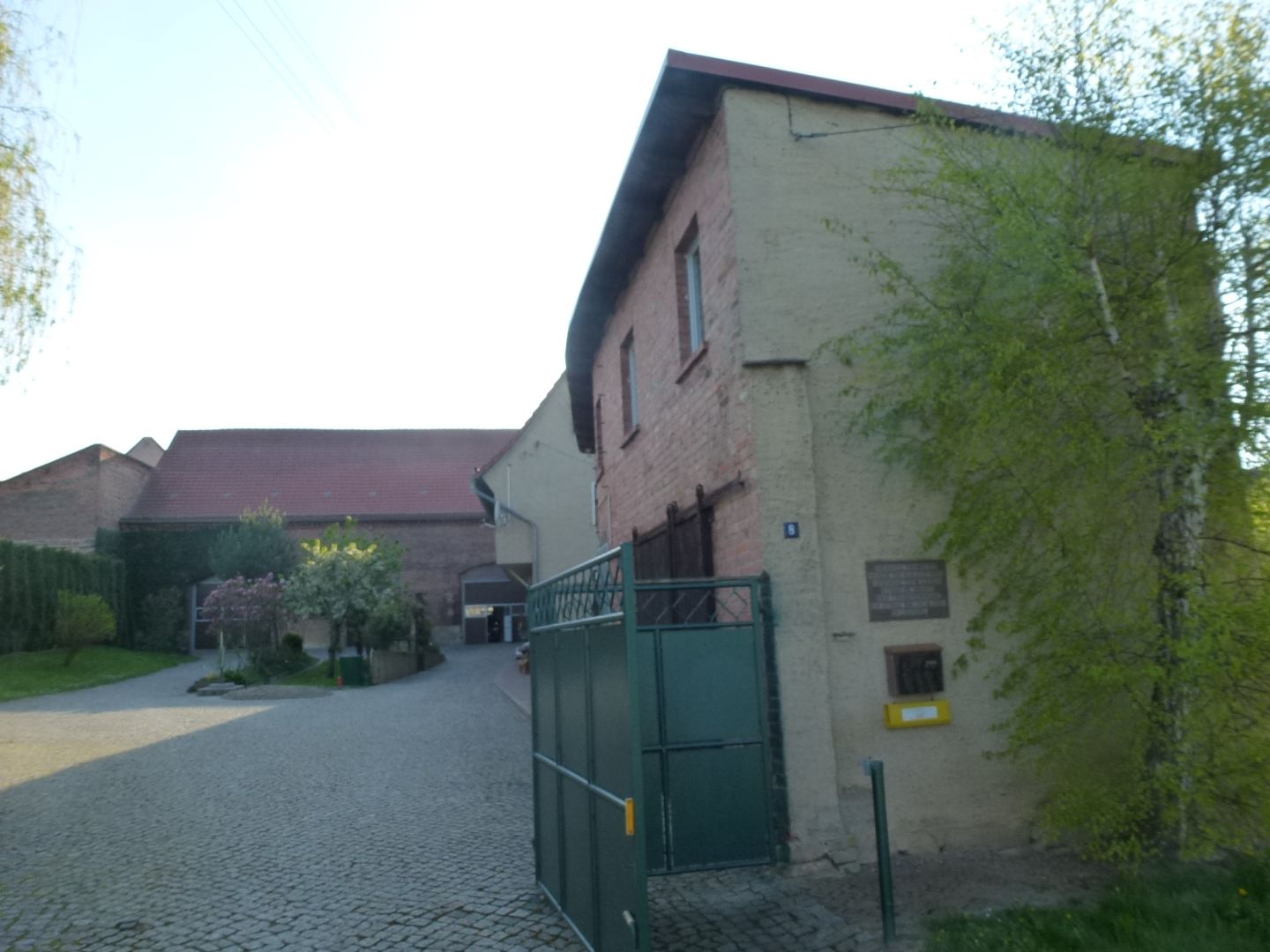
Heinickes Geburtshaus

Nautschütz wurde 1378 erstmals urkundlich erwähnt.
Die im Wald von Nautschütz befindlichen Hügelgräber mit bronzezeitlichen Nachbestattungen sind erst in der Bronzezeit angelegt worden. Einige Gräber wurden von Slawen nachbestattet.
Bis zur Bildung der Einheitsgemeinde  waren die Dörfer Böhlitz, Pratschütz und Zschorgula ein Gemeindeverband.
Der Begründer der Gehörlosenschule Samuel Heinicke wurde 1727 hier geboren, ein Denkmal an der Hauptstraße als auch eine Tafel am Geburtshaus erinnern an ihn.
Der Ort ist nach wie vor landwirtschaftlich geprägt. Die Bauern gingen auch den ostdeutschen Weg der Agrarpolitik und fanden nach der Wende neue Eigentumsformen zur Bewirtschaftung.
Der Verein der Pferdefreunde Nautschütz e.V. fördert das Leben auf dem Lande.

## Persönlichkeiten
- Samuel Heinicke (1727–1790), Pädagoge und „Erfinder“ der Deutschen Methode der Gehörlosenpädagogik